# Oskar Morgenstern
Oskar Morgenstern (Görlitz, Németország, 1902. január 24. – Princeton, 1977. július 26.) német származású osztrák közgazdász.

## Élete
A Bécsi Egyetemen szerzett doktori címet, és itt is tanított közgazdaságtudományi professzorként 1938-ig. Az Anschluss ideje alatt az USA-ba emigrált, a Princetoni Egyetemen helyezkedett el, ahol 1970-ig dolgozott. Itt ismerkedett össze Neumann Jánossal, akivel megírta az 1944-ben kiadott Theory of Games and Economic Behavior c. könyvet, és ezzel közösen megalapozták a játékelmélet tudományát.
1948-ban megnősült, felesége Dorothy Young. Az '50-es és '60-as évek során több fontos közgazdasági disszertációt, könyvet szerzett. 1970-től haláláig a New York-i egyetem professzora volt.

## Magyarul
- Értékelméletek / Werttheorien; Athenaeum, Bp., 1930